# La Réole
La Réole (gaskonsko L'Arrèula) je naselje in občina v jugozahodnem francoskem departmaju Gironde regije Akvitanije. Leta 2009 je naselje imelo 4.278 prebivalcev.

## Geografija
Naselje leži v pokrajini Gujeni na desnem bregu reke Garone, 62 km jugovzhodno od Bordeauxa.

## Uprava
La Réole je sedež istoimenskega kantona, v katerega so poleg njegove vključene še občine Bagas, Blaignac, Bourdelles, Camiran, Casseuil, Les Esseintes, Floudès, Fontet, Fossès-et-Baleyssac, Gironde-sur-Dropt, Hure, Lamothe-Landerron, Loubens, Loupiac-de-la-Réole, Mongauzy, Montagoudin, Morizès, Noaillac, Saint-Exupéry, Saint-Hilaire-de-la-Noaille, Saint-Michel-de-Lapujade in Saint-Sève z 12.860 prebivalci.
Kanton Réole je sestavni del okrožja Langon.

## Zanimivosti
La Réole je vmesna postaja romarske poti v Santiago de Compostelo, Via Lemovicensis.
- Priorstvo z gotsko cerkvijo sv. Petra iz 12. stoletja, francoski zgodovinski spomenik;
- srednjeveška trdnjava Château des Quat'Sos iz 13. stoletja,
- stara mestna hiša iz 12. do 16. stoletja,
- srednjeveške stavbe iz 13. do 15. stoletja v središču kraja,
- ostanek nekdanjega obzidja,
- klasicistična hiša Hôtel de Briet iz 17. stoletja,
- galo-rimsko najdišče v vzhodnem delu kraja Bas-Calonge - La Bombe.

## Pobratena mesta
- Oliveira do Douro (Vila Nova de Gaia) (Portugalska),
- Sacile (Furlanija-Julijska krajina, Italija).